# Hao Jingfang
Hao Jingfang (xinès simplificat: 郝景芳;pinyin: Hăo Jǐngfāng) (Tianjin 1984 científica i escriptora xinesa de ciència - ficció. Premi Hugo de l'any 2016 al millor relat per Folding Beijing, traduïda a l'anglès per Ken Liu.

## Biografia
Hao Jingfang va néixer el 24 de juliol de 1984 a Tianjin, a la Xina.
Va estudiar física a la Universitat de Tianjin. Després de llicenciar-se el 2006, va continuar els seus estudis de física a la Universitat Tsinghua de Pequín, i el 2012 va preparar un doctorat en economia i gestió.
Va començar a escriure a principis de la dècada de 2000 i el 2002 va guanyar el primer premi al concurs per a estudiants xinesos de secundària, New Concept Writing Competition (新 概念 作文 大赛).
Entre el 2011 i el 2016, va publicar tres novel·les, la primera de les quals defineix les principals característiques del seu univers..Té una obra amb un títol una mica esotèric, que fa referència a la història que hi explica jugant amb els personatges: "Wandering between Mars and the Earth" (流浪玛厄斯) on Ma- i -Esi representen les transcripcions fonètiques de l'anglès de (Mart / Terra). Alguns crítics l'han comparat a l'obra de Jules Verne "De la terra a la lluna",
Tot i que pot embolicar les seves històries en una capa científica, Hao aporta lleugeresa i intensitat als seus personatges i als seus mons.

## Obres destacades
- Liulang Maesi (流浪玛厄斯)
- Liulang Cangqiong (流浪苍穹) Wandering Sky. Hi ha traducció al castellà[6]
- Hui dao Karong (回到卡戎)
- Zuihou Yi Ge Yonggan De Ren (最后一个勇敢的人) The Last Brave Man

- Kanbujian de xingqiu (看不见的星球) Invisible Planets
- Guonian Huijia (过年回家) The New Year Train
- Beijing Zhedie (北京折叠) Folding Beijing
- Sheng si yu (生死域) Limbo,
- Xing Lüren (星旅人)
- Shiguangli de Ouzhou (时光里的欧洲)